# Jutte (Einheit)
Die Jutte war ein französisches Salzmaß und galt in Saint-Malo, einer Hafen- und Handelsstadt in der Bretagne, in dem französischen Département Ille-et-Vilaine. In Anwendung kam eigentlich das Getreidemaß Boisseau.  Die 1,5-fache Menge davon war die Jutte.
- 1 Jutte = 30 Pots = 3588,4 Pariser Kubikzoll = 71,181 Liter

Für einen Tonneau waren 21 Juttes notwendig, davon wurde eine Jutte gehäuft und die anderen 20 gestrichen gemessen. Es sollten etwa 2600 Pfund nach Pariser Marktgewichte  für diesen Tonneau ergeben.